# Fisiteísmo
Se entiende por fisiteísmo a la asignación a las deidades, de una forma física, ya sea vegetal, animal o mineral y de unos atributos; práctica asociada fundamentalmente a los antiguos griegos y en menor extensión a los romanos. 
En la moderna teología judía y cristiana, el Dios de Abraham es considerado un espíritu trascendente, sin partes del cuerpo. Sin embargo, un vestigio de fisiteísmo es evidente en algunos pasajes de la Biblia, como en Éxodo 33:23 cuando Dios dice a Moisés: "Luego apartaré mi mano, y verás mis espaldas; pero mi cara no se verá."
También Dios es descrito de una manera similar a una persona física en Génesis 3:8, "Y oyeron luego el ruido de los pasos de Yavé Dios caminando en el jardín con el frescor del día, y Adán y su mujer se escondieron de la vista de Yavé Dios entre los árboles del jardín." Al parecer, tales versos fisiteísticos son un tema de controversia. Los primeros seguidores del gnosticismo  consideraron como evidente que el Dios judeocristiano fue, de hecho, un demiurgo imperfecto, totalmente separado del superior Dios trascendente.
En Éxodo 3:2, cuando Dios habla a Moisés, "El Ángel de Yavé se le apareció en forma de llama de fuego en una zarza. Vio que la zarza estaba ardiendo pero no se consumía."
En otras ocasiones, también se llama fisiteísmo a la veneración de los poderes físicos de la naturaleza.